# 吊金先生
『吊金先生』（つるがねせんせい）は、加茂ユウジによる日本の漫画作品。『マガジンSPECIAL』（講談社）にて2015年4月号から2016年2月号まで連載。

## あらすじ
ある高校に赴任してきた新任教師・吊金先生は、顔を包帯で覆い隠し、不気味に微笑む謎めいた存在。そんな彼の教育方針は、「全ての問題はお金で解決できる」ことだった…。

## 登場人物
吊金（つるがね）
本作の主人公。2年B組に赴任してきた新任教師。
大柄な体格で、普段は白のスーツと青いワイシャツ、赤いネクタイといった出で立ち。顔全体を包帯で覆い隠し、ミイラ男を思わせる不気味な風貌を持つ。
「全ての問題はお金で解決できる」という教育方針の持ち主ゆえ、生徒達への挨拶代わりに10万円を贈ったり、学力テストで1位をとった生徒には100万円を贈呈する等と、生徒達に大金を贈っており、それ故に普段から莫大な大金を持ち歩いている。それ故、一部の生徒達から大幅な支持を受けるも、吊金にお金を返した生徒はクラスメイトから裏切り者と見なされ、孤立することになってしまう。
だが、生徒に対する思いは何より強く、生徒を傷付ける悪党は容赦なく、金の力及び圧倒的な威圧と提唱、脅迫で黙らせる。中にはかつて吊金に救われた生徒もいる。
白石 とも子（しろいし ともこ）
2年B組の副担任を務める女性。吊金の教育方針に強い疑問を抱く。

### 2年B組の生徒達
藤咲 さくら（ふじさき さくら）
おしとやか性格の女子生徒。幼い頃は3人暮らしで普通の一般家庭だったが、両親の事業が成功して裕福な家庭に恵まれることになるが、両親が離婚してから母子家庭で育っていたものの、吊金が赴任するまで母親との関係は険悪になっていた。
当初は年上の男性である吉岡と交際しており、吊金の教育方針に疑問を抱いて最初に貰った10万を返し、吉岡に手編みのセーターをプレゼントするが、後に吊金に10万を返したことを知ったクラスメイトから裏切り者と見なされ孤立し、吉岡にセーターを燃やされた上、彼がお金目的で自分に近付いていたことにショックを受けるも、吊金に救出される。その後吊金の言葉に諭され、母と和解した。
佐野 龍也（さの たつや）
クラスの問題児である男子生徒だが、母の日には毎年カーネーションを母に贈る優しい一面を持っている。クラスでその秘密を明かした吊金に反抗心を抱いてしまう。

### その他の人物
桐谷 公平（きりたに こうへい）/吉岡（よしおか）
さくらと交際していた年上の男性。しかし本当は他に彼女がおり、お金目的でさくらに近付いたが、自分の素性を調べた吊金に阻止され、自宅の自室を何者かに放火されてしまう（幸いボヤで済んだ）。

### 特別読み切りの登場人物
高坂 梨沙（こうさか りさ）
2年4組在籍。実家は裕福だがあまり金には頼らず、アルバイトしている。裏でクラスメイトから金づる扱いされていることに不満を抱いている。
吉田（よしだ）
梨沙のクラスメイトの女子。周りの空気に流され、自分の意見を主張できない気弱な性格で、梨沙に声をかけられるまで友達がいなかった。
北条（ほうじょう）
梨沙の家で働いている使用人。

## 書誌情報
- 加茂ユウジ 『吊金先生』講談社〈講談社コミックス〉、全2巻
  1. 2015年8月17日発売 ISBN 978-4-06-395466-1
  2. 2016年2月17日発売 ISBN 978-4-06-395604-7